# Volcán El Muerto

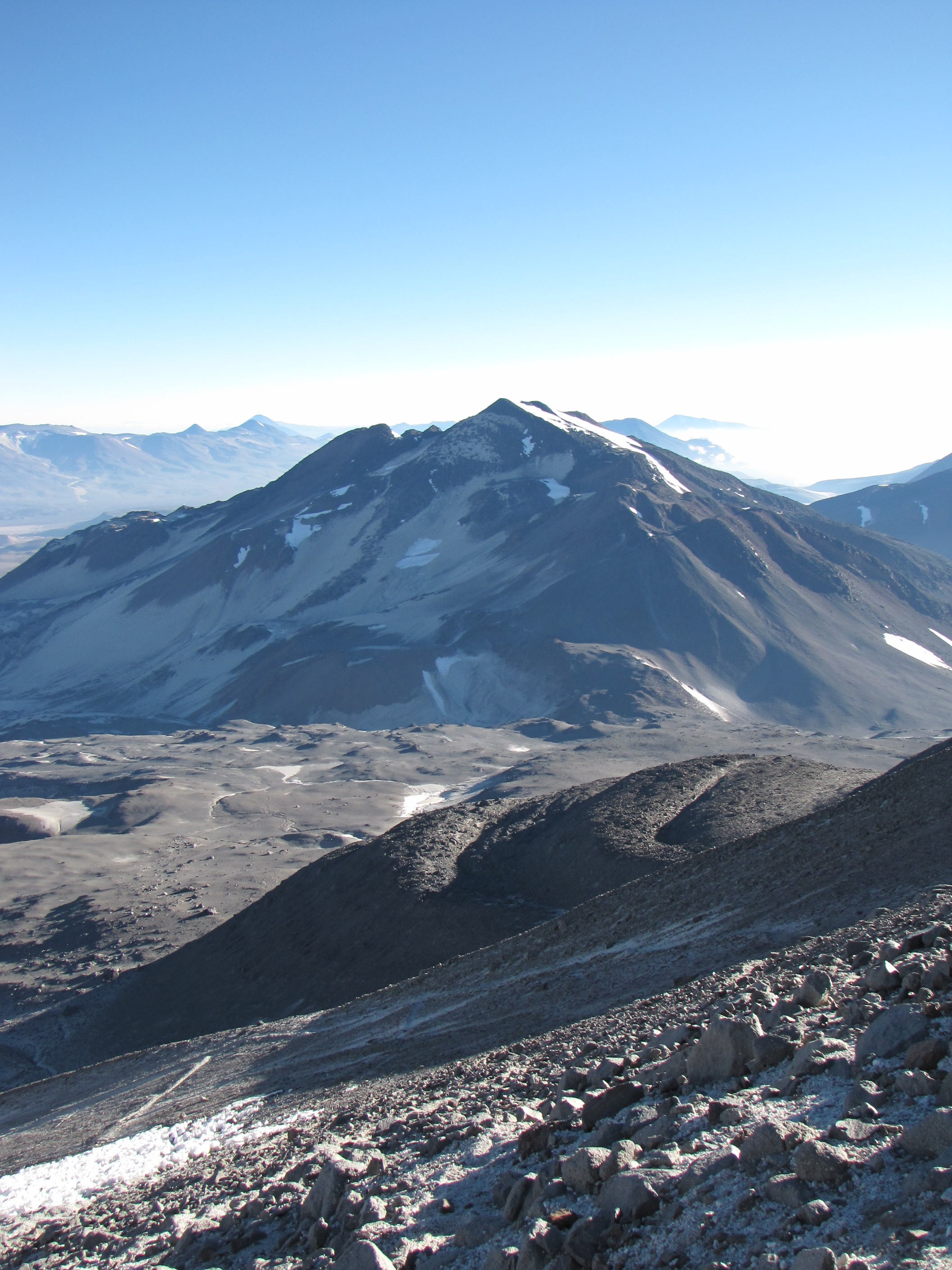
El Muerto visto desde el Nevado Ojos del Salado.

El volcán El Muerto es un estratovolcán situado en la Cordillera de los Andes, en la frontera internacional entre Argentina y Chile. Tiene una altura de 6.488 metros sobre el nivel del mar, y se encuentra ubicado entre la Región de Atacama y la Provincia de Catamarca. Forma parte de una larga cadena volcánica, junto a otros grandes volcanes tales como el San Francisco, el Fraile, el Incahuasi, el Ojos del Salado, el Cerro Solo y el Tres Cruces. 
Es una cumbre formada por grandes acumulaciones de lava viscosa sobre los cráteres, la cual se solidificó dando lugar a túmulos que se conocen como “domos de lava”. Es una montaña escasamente visitada por los montañistas, dada su cercanía con el Ojos del Salado, el volcán más alto del mundo.
El primer ascenso deportivo al volcán se registró en 1950, por parte de un equipo de montañistas conformado por J. Beñastino, L. Alvarado, V. Álvarez, O. Álvarez. La mejor época para escalar El Muerto va desde septiembre a abril.